# György Margó
György Margó (Budimpešta, Mađarska, 15. svibnja 1912. – Budimpešta, Mađarska, 9. studenog 1988.), je bivši mađarski hokejaš na travi. 
Na hokejaškom turniru na Olimpijskim igrama 1936. u Berlinu je igrao za Mađarsku. Mađarska je ispala u 1. krugu, s jednom pobjedom i dva poraza je bila predzadnja, treća u skupini "A". Odigrao je dva susreta na mjestu napadača.
Te 1936. je igrao za klub Magyar Hockey Club.

## Vanjske poveznice
- Profil na Sports Reference.com  Arhivirana inačica izvorne stranice od 19. svibnja 2011. (Wayback Machine)